# Sóta Hirajama
Sóta Hirajama (* 6. červen 1985) je japonský fotbalista.

## Reprezentace
Sóta Hirajama odehrál 4 reprezentační utkání. S japonskou reprezentací se zúčastnil letních olympijských her 2004.

## Statistiky
| Japonsko | Japonsko | Japonsko |
| Roky     | Záp.     | Góly     |
| -------- | -------- | -------- |
| 2010     | 4        | 3        |
| Celkem   | 4        | 3        |